# Chopper

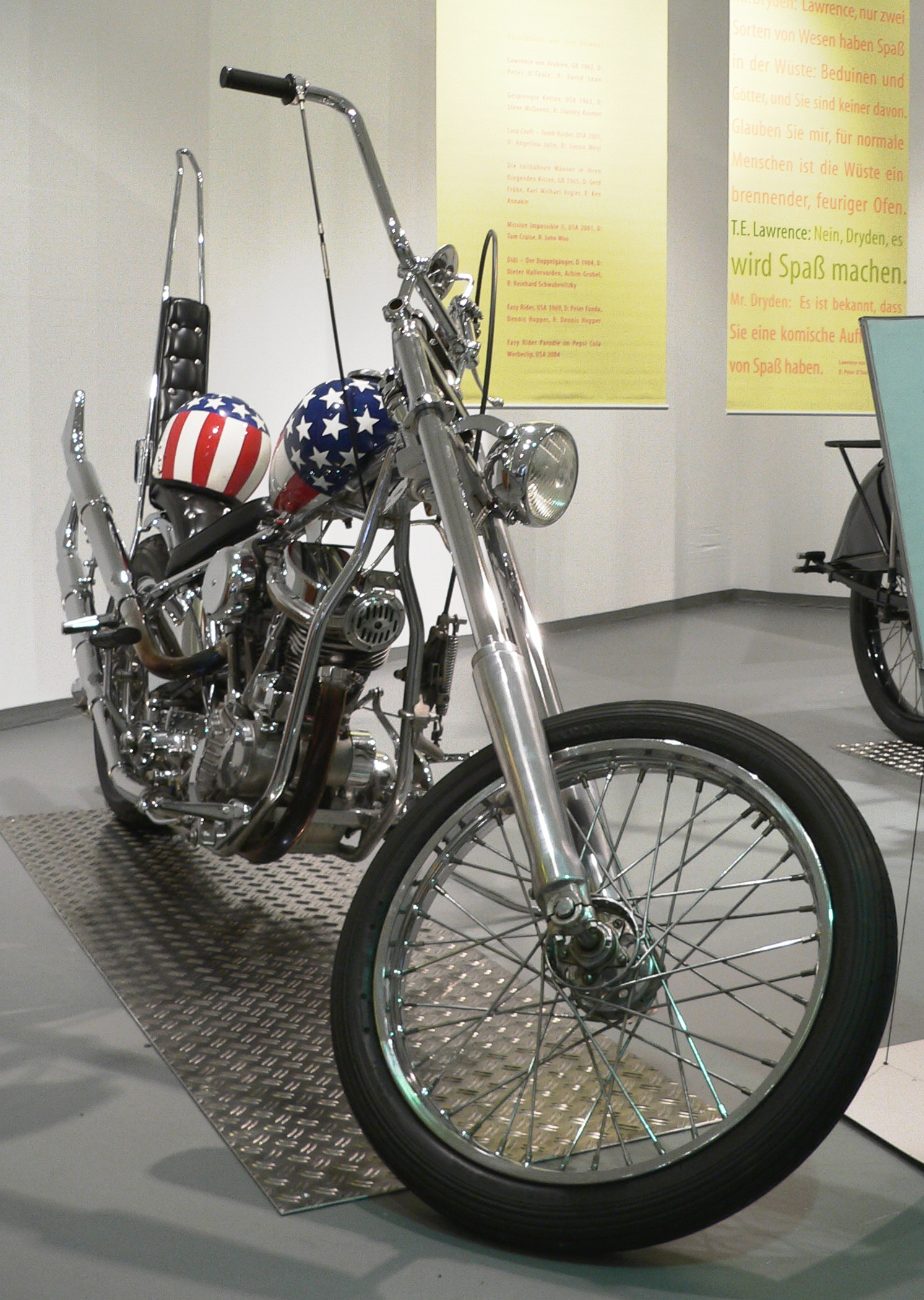
En chopper med "sissy-bar"

En chopper är en motorcykel som har blivit radikalt ombyggd.
Från början var chopper synonymt med det som idag går under benämningen bobber. Motorcyklarna kapades på all icke nödvändig funktionalitet för att på så sätt minska vikten och öka prestandan. Därav ordet från engelskans "chop" som i hugga av. En chopper kunde också förses med förlängd framgaffel för att på så sätt öka markfrigången, eftersom amerikanska motorcyklar vid den här tiden saknade bakhjulsfjädring och därmed inte (enkelt) kunde höjas bak. Motorcykeln fick då ett lätt tillbakalutat utseende. Choppern har sedan utvecklats till en konstform som inte längre har funktionella utan estetiska förtecken.
En chopper kännetecknas av en mängd särdrag:  för det första förlängd framgaffel, i andra hand framflyttade fotpinnar och vidare (efter behag) högt styre (aphänge-styre), utvinklat styrhuvud (rake), förlängd ram (stretch), svulstigt bakdäck, minimalistiskt framdäck samt en genomarbetad expressiv lackering.
Sammantaget ger modifieringarna föraren en bakåtlutad körställning. Även om en chopper modifierats på en mängd olika punkter är det två specifika ting som definierar motorcykeln som just en chopper och inte en custom eller bobber: det faktum att den är modifierad och med ett minimum av en förlängd framgaffel (med framgaffel av originallängd är det inte en chopper). Det finns fabriker som fabricerar choppers, till exempel OCC (känt från TV). På detta sätt har gränsen mellan choppers och custommotorcyklar börjat suddas ut. En custom är dock alltid massproducerad i flera identiska exemplar, på ett sätt som en chopper aldrig är.
Ursprungsvarianten av chopper kallas numera Bobber och är närbesläktad med till exempel old school hot rods eller rat rods i bilvärlden och i viss mån rockabilly i musikvärlden. Bobbern har framgaffel av originallängd men i förekommande fall högt styre. Bobberns och chopperns gemensamma ursprung gör dock att det inte finns någon klar gräns mellan de två företeelserna. Dessutom finns det lokala definitionsskillnader, så att en cykel som kallas för bobber i Sverige passerar som chopper i till exempel USA.
En person som äger/kör en chopper betecknar sig själv allt som oftast som en biker.